# 대한민국 상법 제18조
대한민국 상법 제18조는 상호선정의 자유에 대한 상법총칙의 조문이다.

## 조문
제18조 (상호선정의 자유) 상인은 그 성명 기타의 명칭으로 상호를 정할 수 있다.

## 같이 보기
- 상인
- 상호